# Robin Hood (film fra 1973)
 For alternative betydninger, se Robin Hood (flertydig). (Se også artikler, som begynder med Robin Hood)
Robin Hood er en amerikansk tegnefilm fra 1973, der er den 21. Disney klassiker.
Filmen tager udgangspunkt i historierne om Robin Hood, der levede i Sherwood-skovene ved Nottingham. Som mange andre af Disneys film afviger den dog en del fra forlægget for at gøre den mere spiselig for de mindste.
Et af filmens karakteristika er, at personerne er forskellige dyr, f.eks. er Robin Hood en ræv, Lille John er en bjørn og Broder Tuck er en grævling. Dyrenes konge er traditionelt løven, så derfor er den kongelige prins John en løve. Ellers er hans folk dyr, der er forhadte såsom ulve (Sheriffen af Nottingham), slanger (Sir Hiss), væsler (bueskytter) eller gribbe (Nutsy og Trigger), samt dumme tykhuder som næsehorn.

## Handling
Filmens handling bliver fortalt af hanen Alan-a-Dale, som forklarer at Robin Hood og Lille John lever i Sherwoodskoven, de tager fra de rige og giver det til de fattige landsbyboere i Nottingham. Sheriffen af Nottingham og hans håndlangere prøver ofte at fange de to, men fejler hver gang. I mellemtiden ankommer Prins John og hans assistent Sir Hiss til Nottingham. Sir Hiss hypnotiserede Prins John's broder Kong Richard og fik ham til at tage ud på et korstog, så Prins John kunne overtage tronen. Prinsen er grådig og umoden, og sutter på sin tommeltot når hans moder bliver nævnt. Robin og Lille John røver Prins John ved at forklæde sig som spåkoner, hvilket får prinsen til at putte en dusør på deres hoveder og udnævner Sheriffen til sin personlige skattesamler.
Sheriffen takserer Broder Tuck og en familie af kaniner. Men Robin giver de stjålne penge tilbage til kaninerne, og giver en hat og bue til den unge kanin Skippy til sin fødselsdag. Skippy og hans venner leger med buen, men Skippy kommer til at skyde en pil ind i haven på Lady Marians slot. Børnene lister sig indenfor, hvor de møder Lady Marian og hendes ledsager Lady Kluk. Lady Marian afslører at hun og Robin var barndomskærester men de har ikke set hinanden i flere år. Broder Tuck besøger Robin og Lille John, og forklarer at Prins John er vært for en bueskytteturnering, og at vinderen vil modtage et kys fra Lady Marian. Robin beslutter sig for at deltage i turneringen forklædt som en stork, og Lille John forklæder sig som Hertugen af Chutney, for at komme nær Prins John. Sir Hiss opdager Robins identitet men er fanget i en tønde af øl af Broder Tuck og Alan-a-Dale. Robin vinder turneringen, men Prins John afslører ham og får ham arresteret og dømt til henrettelse på trods af Lady Marians bøn om nåde.
Lille John truer Prins John, og det fører til et større slåskamp mellem Robin, Lille John, Lady Marian, Lady Kluk og Prins Johns soldater. Heltene undslipper, og i skoven forelsker Robin og Lady Marian sig igen mens landbyboerne håner Prins John, gennem sang og dans, der beskriver ham som den "Falske Konge af England". Rasende over denne fornærmelse, tredobler Prins John skatterne, og fængsler det meste af landsbyen der ikke kan betale. Sheriffen besøger Broder Tucks kirke for at stjæle fra fattigbøssen, hvilket gør Broder Tuck rasende så han også bliver arresteret. Prins John planlægger at hænge Broder Tuck for at lokke Robin til og dræbe ham. Robin og Lille John sniger sig ind, hvor der lykkes dem at befri alle fangerne alt imens Robin stjæler Prins Johns skatter, men Sir Hiss vågner og slår alarm, så Robin må flygte.
Kaos følger mens Robin og de andre forsøger, at flygte til Sherwoodskoven. Sheriffen spærrer vejen for Robin, der sætter ild til Prins Johns slot. Robin undslipper ved at springe fra et tårn ned i voldgraven. Lille John og Skippy ser at pølen bliver overdynget med pile og Robin er tilsyneladende skudt, men kommer ud uskadt. Da Sir Hiss nævner for Prins John, at hans mors slot brænder, fortvivler prinsen. Kong Richard vender tilbage til England i sidste øjeblik, og fjerner sin broder fra magten og sætter hans sammensvorne i fængsel. Han bedyrer at Robin og Lady Marian skal giftes og de rejser fra Nottingham med Lille John og Skippy på vognen.

## Produktion
Oprindeligt havde studiet overvejet en film om "Ræven Reynard". Men på grund af Walt Disneys bekymringer om Reynard var et upassende valg for en helt, benyttede Ken Anderson mange elementer fra den historie i Robin Hood.
Robin Allan skrev i sin bog Walt Disney and Europe at "Ken Anderson græd da han så hvordan alle hans karakterer var blevet til stereotyper for animationen til Robin Hood".

### Genbrug af optagelser, lyd og stemme skuespillere
Da filmen blev tildelt et lille budget, genbrugte mange af animatorerne tegninger og lydsekvenser fra Snehvide og de syv dværge, Junglebogen og Aristocats som skabeloner til dansescener.

### Alternativ slutning
En alternativ slutning (inkluderet i "Most Wanted Edition" DVD'en) er en kort genfortælling af historiens konklusion, der primært benytter stilbilleder fra Ken Andersons originale storyboard tegninger af sekvensen. Da Robin Hood springer ud af slottet og ned i voldgraven, bliver han såret (sandsynligvis fra en af de pile skudt ned i vandet efter ham) og ført i sikkerhed i kirken. Prins John, rasende over endnu engang at være blevet overlistet af Robin Hood, ser Lille John forlade kirken, og mistænker at Robin Hood også er der. I kirken finder han den bevidstløse Robin Hood, der bliver passet af Lady Marian, og trækker et sværd for at dræbe dem begge. Før Prins John kan slå til bliver han stoppet af sin bror Richard, som er tilbagevendt fra korstogene, og er rystet over at finde sit kongerige dystert og undertrykt af Prins John. Til trods for sin moders ønske, beslutter Kong Richard ikke at forvise Prins John fra kongeriget, men giver ham dog en hårdere straf. Richard fører Nottingham tilbage til dens tidligere storhed (lige før han rejste på det tredje korstog), og bedyrer at Broder Tuck skal gifte Robin Hood og Lady Marian. En kort færdig scene fra den planlagte originale slutning, der viste hvordan Kong Richard selv pågreb håndlangere Nutsy og Trigger, forekom i Ken Anderson episoden fra 1980'ernes Disney Channel dokumentarserie "Disney Family Album." Denne scene forekommer ikke på "Most Wanted Edition" DVD'en.

## Skuespillere
| Amerikanske skuespillere         | Danske skuespillere  | Rolle                   | Dyr        |
| -------------------------------- | -------------------- | ----------------------- | ---------- |
| Roger Miller                     | Preben Neergaard     | Allan A’Dale            | Hane       |
| Brian Bedford                    | Finn Storgaard       | Robin Hood              | Ræv        |
| Monica Evans, Nancy Adams (sang) | Susanne Bruun-Koppel | Lady Marian             | Ræv        |
| Peter Ustinov                    | John Price           | Prins John              | Løve       |
| Terry Thomas                     | Claus Ryskjær        | Sir Hiss                | Slange     |
| Phil Harris                      | Morten Grunwald      | Lille John              | Bjørn      |
| Pat Buttram                      | Jesper Langberg      | Sheriffen i Nottingham  | Ulv        |
| Andy Devine                      | Poul Bundgaard       | Broder Tuck             | Grævling   |
| Carole Shelley                   | Vera Gebuhr          | Lady Kluk               | Høne       |
| George Lindsey                   | Paul Hagen           | Trigger                 | Grib       |
| Ken Curtis                       | Jesper Klein         | Nutsy                   | Grib       |
| J. Pat O'Malley                  | Jesper Klein         | Otto                    | Hund       |
| John Fiedler                     | Jesper Klein         | Fader Mus               | Mus        |
| Barbara Luddy                    | Else Marie Hansen    | Moder Mus               | Mus        |
| Peter Ustinov                    | Ove Verner Hansen    | Kong Richard Løvehjerte | Løve       |
| Candy Candido                    | Ove Verner Hansen    | Kaptain for vagterne    | Krokodille |
| Barbara Luddy                    | Else Marie Hansen    | Mor Kanin               | Kanin      |

## Udgivelse
Filmen var oprindeligt udgivet i 1973, fuldt af en genudgivelse 1982. Filmen blev udgivet på videokassette i 1984, 1991 (de første værende i Walt Disney Classics video linjen), 1994 og 1999 (disse to var i Walt Disney Masterpiece Collection video linjen), blivende i den generelle udgivelse siden 1991. I 2000 blev den udgivet på DVD i Gold Classic Collection'en. Den 28. november 2006, blev filmen remastered som "Most Wanted Edition" ("Special Edition" i UK) indeholdende en slettet scene/alternativ slutning, samt en 16:9 matteret overførelse for at opnå dens gamle biograf format.

## Modtagelse
På filmanmelder siden Rotten Tomatoes har filmen en 55% "Rotten" bedømmelse blandt kritikere, konkluderende at den var "En af de svagere Disney fortolkninger, Robin Hood er sød og farverig men har mangel på storhed og begejstring af de tidligere bedrifter hos studiet. "Men, den må være mere populær blandt seerne, siden den nyder en 91 % "Fresh" bedømmelse fra siden samme bruger fællesskab. Filmen modtog en Academy Award nominering for Bedste Sang for "Love." Den tabte til "The Way We Were" fra filmen af samme navn. Det amerikanske film institut nominerede Robin Hood for dens Top 10 animeret Film liste.

## Soundtrack
1. "Whistle-Stop" skrevet og indsunget af Roger Miller
2. "Oo De Lally" skrevet og indsunget af Roger Miller som hanen Alan-a-Dale.
3. "Love" skrevet af Floyd Huddleston og George Bruns, og indsunget by Nancy Adams.
4. "The Phony King of England" skrevet af Johnny Mercer og indsunget af Phil Harris,
5. "The Phony King of England Reprise" indsunget af Terry-Thomas
6. "Not In Nottingham" skrevet og indsunget af Roger Miller
7. "Love Goes On/Oo-De-Lally Reprise" indsunget af kor.

På Classic Disney: 60 Years of Musical Magic; dette inkludere "Oo De Lally" på den grønne disk og "Love" på den lilla disk.
Sangen "Love" var til at finde på 2009 filmen af Fantastic Mr. Fox.